# Manukau
Manukau City is een stad in de regio Auckland van Nieuw-Zeeland. Het is de op twee na dichtstbevolkte stad. Het gebied is algemeen bekend als South Auckland, maar zo wordt het niet officieel aangeduid.

## Oorsprong van de naam
De naam Manukau is afkomstig van het Māori en betekent 'wadende vogels'. Er is echter ook een mogelijkheid dat de naam van de haven, waarnaar de stad is vernoemd, van origine Manuka was. Manuka is een inheemse boomsoort.

## Geschiedenis
Manukau City werd gevormd door de samenvoeging van Manukau County en Manurewa Borough in 1965.  De stad groeide in 1989 door de reorganisatie van het lokale bestuur om zo Papatoetoe City en Howick Borough op te nemen. Er is echter datzelfde jaar toch wat land verloren gegaan door de vorming van het Papakura District.

## Geografie
Het Manukau City-gebied ligt geconcentreerd direct in het zuiden van de Otahuhu isthmus, de smalste verbinding tussen Auckland City en de Northland Region en de rest van het noorden van het eiland. Het ligt aan de Tamaki River, waarin ook de haven van Manukau City ligt.
Achter Manukau naar het zuiden liggen Papakura en het Franklin District, die minder stedelijk zijn maar evengoed een deel zijn van de regio Auckland.
Auckland International Airport ligt in Mangere, in het westen van Manukau, dicht bij het water van de Manukau Haven.

## Bevolking
Een aantal jaar voor de reorganisatie had Manukau de meeste inwoners van het hele land.
In Manukau zijn vele etnische groepen gevestigd. Er is sprake van een ware multiculturele samenleving.

## Middelbare Scholen in Manukau City
- Mangere College, Mangere
- Papatoetoe High School, Papatoetoe
- Edgewater College, Pakuranga
- Howick College, Howick
- Macleans College, Howick
- Sancta Maria College, Botany Downs
- De La Salle College, Manukau, Mangere
- Southern Cross Campus, Mangere
- Manurewa High School, Manurewa
- James Cook High School, Manurewa
- Aorere College, Mangere
- Tangaroa College, Otara
- Sir Edmund Hillary Collegiate, Otara
- Botany Downs Secondary College, Botany Downs
- Zayed College For Girls, Mangere

## Stadswijken in Manukau City
Manukau City is opgedeeld in 7 stadswijken, die weer verder opgedeeld zijn. De stadswijken zijn als volgt genaamd en ingedeeld:
Botany-Clevedon Ward
- Ardmore
- Whitford
- Alfriston
- Tuscany Estate
- Brookby
- Orere Point
- Chapel Downs
- Clevedon
- Beachlands
- Dannemora
- Maraetai
- Botany Downs
- Kawakawa Bay
- North Park
- Somerville
- Greenmeadows

Howick Ward
- Howick, New Zealand
- Eastern Beach
- Highland Park
- Meadowlands
- Mellons Bay
- Cockle Bay
- Shelly Park

Mangere Ward
- Airport Oaks
- Mangere Bridge
- Mangere East
- Mangere
- Middlemore

Manurewa Ward
- Manurewa
- Clendon
- Wiri
- Manukau Heights
- Manukau Central
- Weymouth
- Waimahia Landing
- Wattle Cove
- Wattle Downs
- Silkwood Heights
- The Gardens
- Totara Heights
- Randwick Park
- Redoubt Park
- Heron Point
- Murphy's Heights
- Mahia Park
- Hill Park
- Goodwood Heights
- Porchester Park
- Settlers Cove

Otara Ward
- Otahuhu
- Otara
- East Tamaki
- Clover Park
- Flat Bush

Pakuranga Ward
- Pakuranga
- Half Moon Bay
- Bucklands Beach

Papatoetoe Ward
- Papatoetoe
- Puhinui

## Bekende personen
- Jim Anderton, voormalig stadsbestuurder
- Sir Barry Curtis, burgemeester
- David Lange, voormalig premier van Nieuw-Zeeland en Lid van het Parlement voor Mangere.